# Список великих графів і королів Сицилії
У статті подано список правителів Сицилії від другої половини XI століття до 1816 року.

## ДинастіяГотвілів(часто йменується Нормандською)
Сицилійське графство
- 1072—1101 Рожер I — великий граф Сицилії
- 1101—1105 Симон — великий граф Сицилії
- 1105—1154 Рожер II (1098—1154) — великий граф Сицилії (1105—1130), король від 1130 року

Сицилійське королівство (від 1130 року)
- 1154 — 1166 Вільгельм I Злий (1126—1166) — син Рожера II
- 1166 — 1189 Вільгельм II Добрий (1154—1189) — син Вільгельма I
- 1190 — 1194 Танкред ((1135—1145?)—1194) — позашлюбний син Рожера Апулійського, сина Рожера II
- 1194 Вільгельм III (1185 — ?) — син Танкреда
- 1194 — 1198 Констанція I (1154 — 1198)
  - 1194 — 1197 Генріх I (1165—1197) (імператор Генріх VI) — чоловік Констанції, дочки Рожера II

## Гогенштауфени
- 1198 — 1212 Федеріго I (1194—1250) (імператор Фрідріх II) — син Генріха VI та Констанції.
  - 1212 — 1217 Генріх II (1211—1242) — старший син Фрідріха II
- 1250 — 1254 Конрад I (1228—1254) (король Німеччини Конрад IV) — син Федеріго I
- 1254 — 1258 Конрад II (або Конрадін) (1252—1268) — син Конрада I
- 1258 — 1266  Манфред I (1232—1266) — позашлюбний син Федеріго I

## Анжуйська лінія династія Капетингів

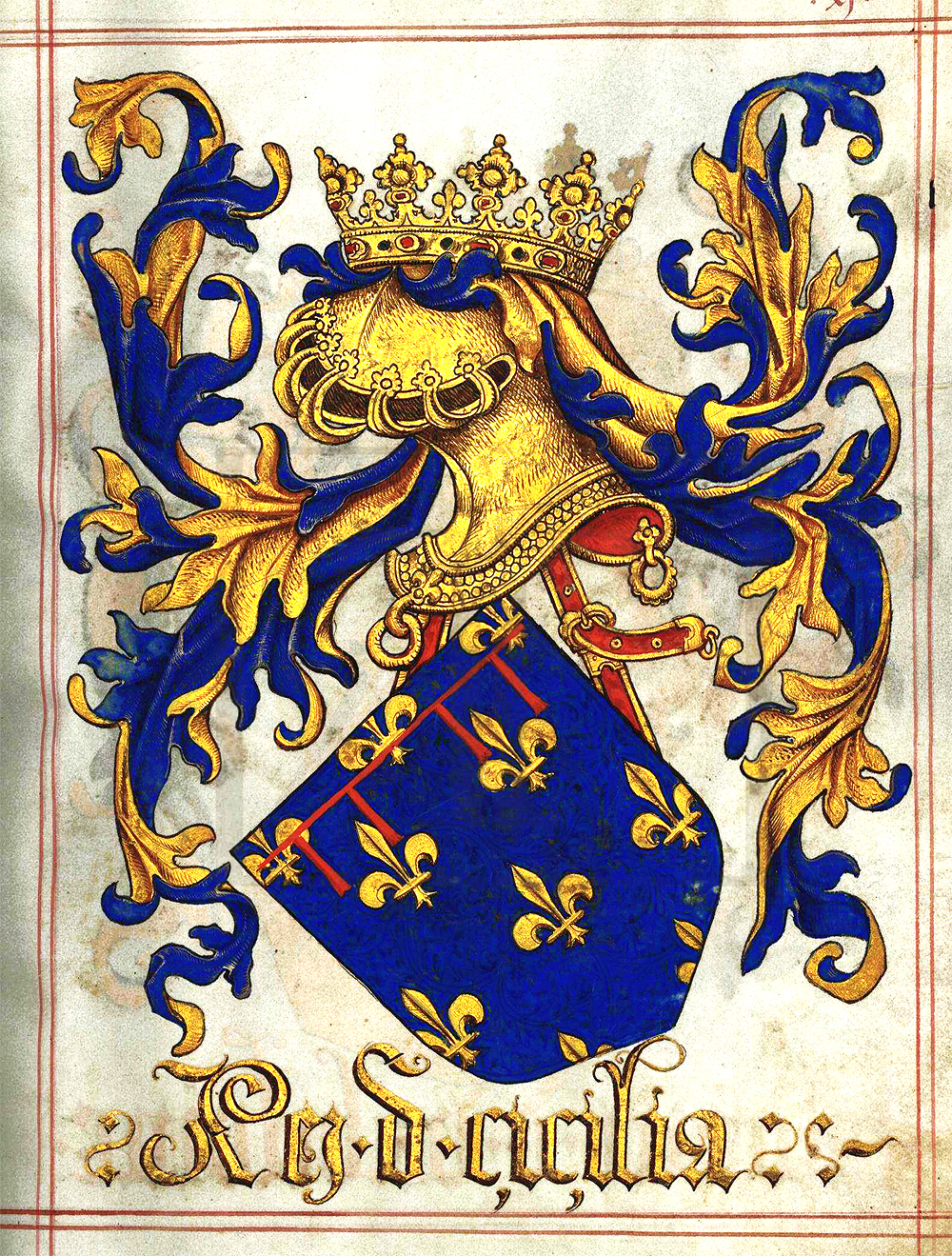
Герб королів Сицилії з Анжуйської династії (Livro do Armeiro-Mor, 1509)

- 1265—1282 Карл I Анжуйський (1226—1285)

## Гогенштауфени(вдруге)
- 1282 — 1285 Констанція II (1249 — 1302)
  - 1282 — 1285 Педро I (1239—1285) (Педро III (король Арагону)) — чоловік Констанції II.

## Барселонський дім(у Сицилії зазвичай називається Арагонським)
- 1285 — 1295 Яків (1267—1327) (від 1291 Яків II Арагонський) — другий син Констанції II та Педро I.
- 1295 — 1337 Федеріго II (1272—1337) — третій син Педро I
- 1337 — 1342 Педро II (1304—1342) — син Федеріго II
- 1342 — 1355 Людовик (1337—1355) — син Педро II
- 1355 — 1377 Федеріго III (1341—1377) — син Педро II
- 1377 — 1402 Марія (1362—1402) — дочка Федеріго III
- 1390 — 1409 Мартін I Молодший (1376—1409) — чоловік і співправитель Марії
- 1409 — 1410 Мартін II (1356—1410) (Мартін I (король Арагону)) — батько Мартіна I

## ДинастіяТрастамара(у Сицилії зазвичай називається Арагонською)
- 1412 — 1416 Фердинанд I (1380—1416) (Фернандо I Арагонський) — племінник Мартіна II
- 1416 — 1458 Альфонс (1394—1458) (Альфонс V Арагонський) — старший син Фердинанда I
- 1458 — 1479 Хуан (1397—1479) (Хуан II Арагонський) — другий син Фердинанда I
- 1479 — 1516 Фердинанд II Арагонський (1452—1516) — син Хуана

## Габсбурги(іспанська лінія)
- 1516—1556 Карл II (1500—1558) (імператор Карл V) — онук Фердинанда II
- 1556—1598 Філіп I (1527—1598) (Філіп II Розсудливий) — син Карла V
- 1598—1621 Філіп II (1578—1621) (Філіп III Благочестивий) — син Філіпа II Розсудливого
- 1621—1665 Філіп III (1605—1665) (Філіп IV Великий) — син Філіпа III Благочестивого
- 1665—1700 Карл III (1661—1700) (Карл II Зачарований) — син Філіпа IV Великого

## Бурбони
- 1700—1713 Філіп IV (1683—1746) (Філіп V Анжуйський)

## Савойська династія
1713—1720 Віктор Амадей (1666—1732) (у 1720—1730 роках король Сардинії)

## Габсбурги(австрійська лінія)
- 1720—1734 Карл IV (1685—1740) (імператор Карл VI)

## Бурбони
- 1734—1759 Карл V (1716—1788) (від 1759 Карл III Іспанський)
- 1759—1816 Фердинанд III (1751—1825) — син Карла III Іспанського

Від 1816 року Королівство увійшло до складу Королівства Обох Сицилій